# Miroslav Stoch
Miroslav Stoch (Nitra, 19 oktober 1989) is een Slowaaks voetballer die als vleugelaanvaller speelt. Stoch debuteerde in 2009 in het Slowaaks voetbalelftal.

## Carrière

### FC Nitra
Stoch kwam in zijn jeugd uit voor FC Nitra uit zijn geboorteplaats. Hij debuteerde kort na zijn zestiende verjaardag voor het eerste elftal en was bij dit debuut de jongste speler ooit in de Slowaakse Corgoň Liga. Het record werd hem een jaar later ontnomen door Andrej Rendla, die bij zijn debuut een week jonger was. Stoch wekte al snel de interesse van diverse Europese topclubs.

### Chelsea
In 2006 werd hij ingelijfd door Chelsea, dat onder andere het Franse OGC Nice aftroefde.
Bij Chelsea werd Stoch toegevoegd aan de jeugdacademie. Op 30 november 2008 maakte hij zijn debuut in de Premier League, toen hij in een wedstrijd tegen Arsenal in de tachtigste minuut inviel voor Deco. In seizoen 2008/09 kwam hij tot vier invalbeurten in het team van Chelsea. Op 10 februari 2009 maakte hij zijn debuut voor Slowaakse nationale elftal in een wedstrijd tegen Oekraïne. Tegen San Marino scoorde hij op 6 juni 2009 zijn eerste interlanddoelpunt.

### Verhuur aan FC Twente
In seizoen 2009/10 werd Stoch verhuurd aan FC Twente. Mede doordat de Twentse aankoop Bernard Parker in het begin van het seizoen nog niet speelgerechtigd was, veroverde Stoch direct een basisplaats. Hij maakte zijn debuut voor FC Twente op 29 juli 2009 in de Champions League-voorrondewedstrijd tegen Sporting Lissabon. Hij stond aanvankelijk opgesteld als rechtervleugelaanvaller, maar speelde vanaf september 2009 voornamelijk vanaf links. In totaal kwam Stoch uit in 45 officiële duels voor FC Twente, waarin hij twaalf keer scoorde. De ploeg werd voor het eerst in het bestaan kampioen van Nederland, kwam tot de halve finale in het bekertoernooi en overwinterde in de UEFA Europa League.

### Fenerbahçe SK
In de zomer van 2010 maakte Stoch de overstap naar Fenerbahçe SK. Hij tekende voor vier jaar bij de Turkse club. Op 7 januari 2013 won Miroslav Stoch de FIFA Ferenc Puskás Award 2012, de prijs voor het mooiste doelpunt van het jaar 2012.

### SK Slavia Praag
Op 11 augustus 2017, verkaste Stoch naar de Tsjechische club Slavia Praag. Hij weigerde aanbiedingen uit Spanje, Frankrijk, Rusland en rijke clubs uit het Midden-Oosten. De reden hiervoor was dat Slavia Praag nog een kans had om zich te kwalificeren voor de groepsfase van de UEFA Champions League in 2017-2018, er diende een play off wedstrijd tegen APOEL Nicosia gewonnen te worden. Met Stoch in de basis kon Slavia Praag niet in twee wedstrijden van APOEL winnen, in Cyprus werd er verloren met 2-0 en er werd 0-0 gelijk gespeeld in eigen huis. Hierdoor kwamen zij terecht in de groepsfase van de UEFA Europa League. Op 20 september 2017, na de 5-1 winst tegen FK Fotbal Třinec in de MOL Cup, schreeuwde Stoch samen met supporters van Slavia, Smrt Spartě (dood aan Sparta) en zal voor moeten komen voor de Tsjechische disciplinaire commissie.
Hij verruilde in juli 2019 Slavia Praag voor PAOK Saloniki. In augustus 2020 testte hij positief op COVID-19 en twee weken later werd zijn contract ontbonden. In februari 2021 vervolgde hij zijn loopbaan in Polen bij Zagłębie Lubin.

## Clubstatistieken
| seizoen | club              | competitie     | wed. | goals |
| ------- | ----------------- | -------------- | ---- | ----- |
| 2005/06 | FC Nitra          | Corgoň liga    | 3    | 0     |
| 2006/07 | Chelsea           | Premier League | 0    | 0     |
| 2007/08 | Chelsea           | Premier League | 0    | 0     |
| 2008/09 | Chelsea           | Premier League | 4    | 0     |
| 2009/10 | → FC Twente       | Eredivisie     | 32   | 10    |
| 2010/11 | Fenerbahçe SK     | Süper Lig      | 23   | 2     |
| 2011/12 | Fenerbahçe SK     | Süper Lig      | 33   | 12    |
| 2012/13 | Fenerbahçe SK     | Süper Lig      | 17   | 0     |
| 2013/14 | → PAOK Saloniki   | Super League   | 30   | 7     |
| 2014/15 | → Al Ain          | VAE Liga       | 24   | 9     |
| 2015/16 | → Bursaspor       | Süper Lig      | 25   | 1     |
| 2016/17 | Fenerbahçe SK     | Süper Lig      | 9    | 0     |
| 2017/18 | Slavia Praag      | HET Liga       | 25   | 4     |
| 2018/19 | Slavia Praag      | HET Liga       | 33   | 12    |
| 2019/20 | PAOK Saloniki     | Super League   | 3    | 0     |
| 2020/21 | Zagłębie Lubin    | Ekstraklasa    | 8    | 0     |
| 2021/22 | FC Slovan Liberec | Fortuna liga   | 11   | 1     |
| 2022/23 | Motorlet Praag    | ČFL            | 20   | 8     |
| 2023/24 | Motorlet Praag    | ČFL            | 16   | 5     |
| Totaal  | Totaal            | Totaal         | 316  | 71    |

## Erelijst
FC Twente
- Kampioen Eredivisie

2009/10
 Fenerbahçe
- Kampioen Süper Lig

2010/11
- Beker van Turkije

2011/12, 2012/13
 Al Ain
- Kampioen VAE Liga

2014/15